# ISG20
ISG20 (англ. Interferon stimulated exonuclease gene 20) – білок, який кодується однойменним геном, розташованим у людей на короткому плечі 15-ї хромосоми. Довжина поліпептидного ланцюга білка становить 181 амінокислот, а молекулярна маса — 20 363.
| 10         |  | 20         |  | 30         |  | 40         |  | 50         |
| ---------- |  | ---------- |  | ---------- |  | ---------- |  | ---------- |
| MAGSREVVAM |  | DCEMVGLGPH |  | RESGLARCSL |  | VNVHGAVLYD |  | KFIRPEGEIT |
| DYRTRVSGVT |  | PQHMVGATPF |  | AVARLEILQL |  | LKGKLVVGHD |  | LKHDFQALKE |
| DMSGYTIYDT |  | STDRLLWREA |  | KLDHCRRVSL |  | RVLSERLLHK |  | SIQNSLLGHS |
| SVEDARATME |  | LYQISQRIRA |  | RRGLPRLAVS |  | D          |  |            |

A: Аланін

C: Цистеїн

D: Аспарагінова кислота

E: Глутамінова кислота

F: Фенілаланін

G: Гліцин

H: Гістидин

I: Ізолейцин

K: Лізин

L: Лейцин

M: Метіонін

N: Аспарагін

P: Пролін

Q: Глутамін

R: Аргінін

S: Серин

T: Треонін

V: Валін

W: Триптофан

Кодований геном білок за функціями належить до гідролаз, екзонуклеаз, нуклеаз. 
Задіяний у таких біологічних процесах, як імунітет, вроджений імунітет, процесмнг рРНК, противірусний захист, альтернативний сплайсинг. 
Білок має сайт для зв'язування з іонами металів, РНК, іоном марганцю. 
Локалізований у цитоплазмі, ядрі.